# Хафер, Кристоф
Кристоф Хафер (нем. Christoph Hafer; род. 14 апреля 1992, Бад-Айблинг, Бавария) ― немецкий бобслеист, бронзовый призёр на XXIV Зимних Олимпийских играх 2022 года в Пекине.

## Биография
Родился 14 апреля 1992 года в Бад-Файльнбах, Германия.
Хафер начал заниматься санным спортом на бобслейной трассе в Кёнигзее в возрасте девяти лет. В 2010 году перешел в бобслей и с 2014 года входит в состав сборной Германии. Хафер начинает выступать за клубы «Бад-Файльнбах» и «Айнтрахт Висбаден» . Тренируется у Томаса Прэнджа. С 2014 года занимается спортивным продвижением высшего уровня в Баварской государственной полиции, где с 2018 года работает.
На чемпионате Европы 2020 года завоевал бронзовую медаль в двойке.
На XXIV Зимних Олимпийских играх 2022 года в Пекине выиграл бронзовую медаль в двойке.